# Stränglan
Stränglan är en sjö i Hultsfreds kommun i Småland och ingår i Emåns huvudavrinningsområde.